# 蒂爾丹嘉拉
蒂爾丹嘉拉，传统译法底里坦迦罗，意譯渡津者，耆那教術語，指一個經過開悟，達到心靈自由，成為一位征服勝者（Arihant）的宗教聖人。根據耆那教經典，越過生死的海洋，稱為蒂爾（tirth），而完成了蒂爾（tirth）的人，稱為蒂爾丹嘉拉。他摧毀了業的限制，克服了生死的輪迴，故得到完全的自由。因此他們被稱為是耆那（jina），即勝利者。耆那教相信，在人類歷史上，共有24位蒂爾丹嘉拉，而伐達摩那是最後一位，因此，蒂爾丹嘉拉也被意譯為祖師，或導師。

## 24位蒂爾丹嘉拉
相傳耆那教二十四祖依次為：勒舍波提婆（梵 Rsabhadeva）、或阿底那陀（梵 Ādinātha）、阿耆達那陀（梵 Ajitanātha）、桑波伐那陀（梵 Sambhavanātha）、阿毘難陀那（梵 Abhinandana）、蘇摩底那陀（梵 Sumatinātha）、巴特摩巴羅波（梵 Padmaprabha）、蘇巴爾斯伐那陀（梵 Suparśvanātha）、旃陀羅巴羅波（梵 Candraprabha）、蘇毘提那陀（梵 Suvidhinātha）、悉達羅那陀（梵 Śitalanātha）、溼勒耶舍那陀（梵 Śreyāmśanātha）、伐蘇布羯（梵 Vasupujya）、毘摩羅那陀（梵 Vimalanātha）、阿難達那陀（梵 Anantanātha）、達摩那陀（梵 Dharmanātha）、商底那陀（梵 Śantinātha）、貢突那陀（梵 Kunthunātha）、阿羅那陀（梵 Aranātha）、摩利那陀（梵 Mallinātha）、牟尼蘇巴羅達（梵 Munisubrata）、那密那陀（梵 Naminātha）、內密那陀（梵 Neminātha）或阿利溼達內彌（梵 Aristanemi）、巴溼伐那陀（梵 Pārśvanātha），及第二十四祖伐達摩那。其中巴溼伐那陀及伐達摩那皆有歷史文獻記載，但其他的蒂爾丹嘉拉可能只是傳說中的人物。

## 註释
1. ↑  H Glasenapp, A Jaina Tīrthaṅkara in a Buddhist Maṇḍala, 1937
2. ↑  .   [2019-03-13]. （原始内容存档于2018-12-12）.